# Fundació Esportiva Grama
La Fundació Esportiva Grama és un club de futbol de Santa Coloma de Gramenet, creat el 2 de juliol de 2013. L'equip començà la temporada 2013-14 jugant a la Quarta catalana i any rere any, aconseguí a la Primera Catalana. La temporada 2020-21 disputà la Tercera divisió del futbol estatal. Juga els partits al Nou Municipal Can Peixauet de Gramenet, amb capacitat per a 5.000 espectadors.